# Par accident
Pour plus de détails, voir Fiche technique et Distribution.
Par accident est un film dramatique français réalisé par Camille Fontaine et sorti en 2015.

## Synopsis
Un soir, Amra, une jeune Algérienne installée en France, renverse accidentellement un piéton. Celui-ci reste entre la vie et la mort. Ravagée par la culpabilité et la certitude qu’elle n’obtiendra jamais ses papiers français, elle est miraculeusement innocentée par Angélique, une belle rousse aussi libre et décomplexée qu'Amra est sauvage et introvertie. Les deux jeunes filles deviennent amies. Mais l’attitude d’Angélique devient de plus en plus étrange, voire inquiétante…

## Fiche technique
- Titre : Par accident
- Réalisation : Camille Fontaine
- Scénario : Camille Fontaine avec la collaboration de Marcia Romano
- Directrice de la photographie : Elin Kirschfink
- Musique originale : Christophe
- Superviseur musical : Raphaël Hamburger
- Montage : Albertine Lastera et Marion Monnier
- Décors : Mathieu Menut
- Costumes : Ève-Marie Arnault
- Directeur de production : Grégory Valais
- Producteur : Denis Carot et Marie Masmonteil
- Production : Elzévir Films et France 3 Cinéma
- Distribution : Ad Vitam et Be For Films
- En coproduction avec France 3 Cinéma et avec la participation de Canal+, Ciné+, France Télévisions et du Centre national de la cinématographie.
- Avec le soutien de la région Provence-Alpes-Côtes d’Azur
- Pays :  France
- Durée : 85 minutes
- Genre : drame
- Dates de sortie : 
  -  France : 14 octobre 2015

## Distribution
- Hafsia Herzi : Amra
- Émilie Dequenne : Angélique
- Mounir Margoum : Lyes, le compagnon d'Amra
- Emmanuel Salinger : Jacques, le patron d'Amra
- Thelma Deroche Marc : Blanche, la fille d'Amra et de Lyes
- Romeo Escala : Roméo, le collègue de travail de Lyes
- Béatrice Mendiola : Béatrice, la collègue retraitée
- Anne-Claire Carret : Stéphanie
- Sofia Bedes : l'avocate d'Amra
- Sébastien Cosentino : le gendarme fête du village
- Benoît Garrigos : le serveur vestiaire

## Tournage
Le film a été tourné en région PACA, notamment à Gardanne et à Aix-en-Provence en septembre et octobre 2014.

## Distinctions

### Récompense
- Festival Jean Carmet des seconds rôles 2015 : Prix du public - Meilleur second rôle masculin pour Mounir Margoum.

### Sélection
- Festival du film francophone d'Angoulême : film en compétition.